# Pranggang
Pranggang is een bestuurslaag in het regentschap Kediri van de provincie Oost-Java, Indonesië. Pranggang telt 8489 inwoners (volkstelling 2010).